# Kontratak
Kontratak (ang. counter attack) – taktyczny zwrot zaczepny wykonywany na włamującego się w głąb obrony przeciwnika; inaczej: działanie taktyczne podejmowane przez broniące się wojska, mające na celu odparcie przeciwnika, który włamał się w głąb obrony i przywrócenie pierwotnego położenia.  Jest najwyższym przejawem aktywności w działaniach obronnych w skali taktycznej. 
W terminologii wojskowej II Rzeczypospolitej termin kontratak przyrównywano do francuskiego contre-attaqe, niemieckiego Gegenangriff lub angielskiego reciptocalattack. Nie był on jednak w zasadzie stosowany w piśmiennictwie wojskowym. W zależności od czasu, użytych sił i środków, operowano pojęciami przeciwnatarcie lub przeciwuderzenie.

## Prowadzenie kontrataku
Broniący się oddział nie może biernie oczekiwać na działanie nacierającego przeciwnika, lecz w sprzyjających sytuacjach powinny przeciwdziałać kontratakami, zmuszając go do zmniejszenia tempa natarcia, przedwczesnego wprowadzenia odwodów i w konsekwencji do załamania natarcia. Kontratak wykonuje się zazwyczaj drugimi rzutami i odwodami broniących się oddziałów. Może w nim wziąć udział również część pododdziałów pierwszego rzutu, broniących się na kierunkach wykonywanego kontrataku lub ściągniętych z odcinków nieatakowanych przez przeciwnika. Najbardziej predystynowane są do tego celu oddziały pancerne (czołgów). Kontratak należy wykonywać wtedy, gdy nie została jeszcze naruszona ogólna trwałość obrony, czyli nie została pokonana obrona pierwszorzutowych oddziałów (w oddziale pierwsza pozycja). Aby to nie nastąpiło, na kierunkach największego powodzenia przeciwnika rozmieszcza się odwody specjalne oraz siły i środki z kierunków nieatakowanych. Broniący się oddział może wykonać kontratak samodzielnie lub bierze udział w kontrataku przełożonego. Pluton bierze udział w kontrataku w składzie kompanii. Kontrataki muszą być zawsze skoordynowane z walką pierwszorzutowych pododdziałów. Powinny być wykonane szybko i w taki sposób, aby być zaskoczeniem dla przeciwnika. Najkorzystniej jest wykonywać kontratak na skrzydło przeciwnika, zwłaszcza w okresie, gdy nacierające oddziały oraz przemieszczające się z głębi odwody przeciwnika zostały zatrzymane. Siły wykonujące kontratak powinny być większe od sił przeciwnika na kierunku wejścia do walki. W zależności od celu, kontratak może być wykonany w skrzydło i na tyły włamującego się przeciwnika. Gdy celem będzie odzyskanie utraconego obszaru, uderzenie może być także wykonane w czoło dokonanego wyłomu. W przypadku uderzenia na skrzydło, w głębi własnego ugrupowania mogą się znaleźć okrążone wojska przeciwnika. Jeśli dowódca zamierza odtworzyć poprzednie położenie, obiekt ataku należy wyznaczyć poza przednią linią obrony. Pozwoli to wypartym oddziałom (pododdziałom) uporządkować swoje ugrupowanie. Broniący się związek taktyczny (oddział) wykonuje kontratak samodzielnie lub bierze udział częścią sił w kontrataku (przeciwuderzeniu) przełożonego. Kontrataki muszą być zawsze skoordynowane z walką pierwszorzutowych oddziałów (pododdziałów). Powinny być realizowane szybko i w taki sposób, aby swym działaniem zaskoczyć przeciwnika. Najkorzystniej jest wykonywać kontratak w skrzydło (skrzydła) i na tyły zgrupowania uderzeniowego przeciwnika, zwłaszcza w okresie, gdy nacierające oddziały (pododdziały) oraz przemieszczające się z głębi odwody zostały zatrzymane. Siły wykonujące kontratak powinny mieć co najmniej dwukrotną przewagę nad przeciwnikiem na kierunku wejścia do walki.
Wykonanie kontrataku podczas walki obronnej sprawia, że dużego znaczenia nabiera również czynnik psychologiczny. Udział w zwrocie zaczepnym podnosi morale dowódców i żołnierzy, wyzwala energię do działania, utwierdza w przekonaniu o możliwości odniesienia sukcesu.

## Warunki wyprowadzenia kontrataku
Do kontrataku wojska przechodzą, jeśli spełnione są następujące warunki:
- posiadanie lokalnej przewagi w powietrzu
- zatrzymanie nacierającego zgrupowania
- odizolowanie odwodów przeciwnika
- uzyskanie odpowiedniego stosunku sił

Powodzenie kontrataku zależy w dużym stopniu od:
- trafnego określenia kierunku, rubieży i czasu wykonania uderzenia
- wydzielenia odpowiednich sił i środków zapewniających uzyskanie lokalnej przewagi
- sprawnego przegrupowania odwodu na rubież kontrataku
- właściwego zabezpieczenia uderzenia przez siły w styczności
- właściwej osłony skrzydeł kontratakujących wojsk
- właściwej organizacji ogniowego i elektronicznego oddziaływania na przeciwnika oraz wszechstronnego zabezpieczenia bojowego działań
- właściwej synchronizacji działań w czasie i przestrzeni wszystkich uczestników tego przedsięwzięcia

## Cele kontrataku
- rozbicie zatrzymanych sił przeciwnika i odzyskanie utraconego terenu,
- rozbicie przeciwnika, odzyskanie rejonu kluczowego i umocnienie opanowanej rubieży w gotowości do odparcia ponownego ataku przeciwnika,
- uderzenie w takie miejsce zgrupowania uderzeniowego przeciwnika, aby zablokować i zniszczyć jego urządzenia logistyczne.

Wykonanie kontrataku jest nieuzasadnione wtedy, gdy prognozowane straty własne nie zrekompensują osiągniętego sukcesu. Kontrataki są konieczne wówczas, gdy należy odzyskać utracony teren oraz utrzymać rejon kluczowy. Obrońca powinien wszelkimi sposobami dążyć do przejęcia inicjatywy wszędzie tam, gdzie jest to możliwe.